# Hospital Begoña
El Hospital Begoña es un centro sanitario perteneciente al Igualatorio Médico Quirúrgico y de Especialidades de Asturias ubicado en Gijón, Asturias (España).

## Historia
Fue fundado el 10 de marzo de 1958 con el nombre de Sanatorio de Nuestra Señora de Begoña en el mismo lugar que ocupa en la actualidad, en la avenida de Pablo Iglesias y donde anteriormente se había ubicado el sanatorio del doctor Eduardo Martínez Villamil desde 1935. Además del cuerpo médico, en el centro servían en régimen de internado algunas Carmelitas Misioneras Teresianas.
En 2022 renueva su fachada, modernizándola.